# Glen Akama-Eseme
Glen Akama-Eseme (* 3. April 1987 in Kamerun) ist ein kamerunischer Fußballspieler, der in der deutschen Westfalenliga aktiv ist. Er ist bekannt für sogenannte Einwurfflanken. Seine Position ist die Abwehr und das linke defensive Mittelfeld. Seine Körpergröße beträgt 1,80 Meter.

## Leben und Sportlerkarriere
Im Alter von 14 Jahren kam er mit seiner Mutter von Kamerun nach Kamen, wo er 2008 das Abitur machte.
Seinen ersten Profieinsatz in Deutschland hatte er in der ersten Saison der eingleisigen 3. Liga in der Saison 2008/09, am 6. Dezember 2008 für den Wuppertaler SV Borussia, als er zur zweiten Halbzeit gegen den FC Erzgebirge Aue für Salih Altın eingewechselt wurde. Sein erstes Spiel in der 3. Liga, in dem er von Beginn an spielte, hatte er am 13. Dezember 2008 gegen den FC Rot-Weiß Erfurt. Über Westfalia Rhynern wechselte er 2010 zum VfB Hüls, für den er zwei Jahre in der NRW-Liga spielte. Vom 1. Juli 2012 bis zum 31. Dezember 2014 spielte er für den TSV Marl-Hüls.